# 宮床湿原
宮床湿原（みやとこしつげん）は福島県南会津町にあり、水芭蕉やザゼンソウ、ワタスゲ、ニッコウキスゲなどが群生する湿原。

## 概要
南会津町の、会津高原南郷スキー場がある伝上山の南標高850mほどに位置する。
5月には水芭蕉やザゼンソウ、6月にはワタスゲ、ニッコウキスゲ、7月から～8月にかけては珍しいハッチョウトンボを観察することができる。
湿原付近まで車で乗り入れることはできないが、南郷スキー場のゲレンデ内を通る林道を通れば湿原から250メートルほどの入口までは車で通行可能。

## アクセス
- 会津鉄道会津田島駅より国道289号経由で車で約40分、南郷スキー場のゲレンデ内を通る林道に入ってそこから約3キロメートル。

## 周辺
- 会津高原南郷スキー場
- さかい温泉
- 駒止湿原
- 矢ノ原湿原